# Le Vernet (Haute-Loire)
Le Vernet é uma comuna francesa na região administrativa de Auvérnia-Ródano-Alpes, no departamento de Alto Loire. Estende-se por uma área de 3,82 km². Em 2010 a comuna tinha 23 habitantes (densidade: 6 hab./km²).